# Hures-la-Parade
Hures-la-Parade är en kommun i departementet Lozère i regionen Occitanien i södra Frankrike. Kommunen ligger i kantonen Meyrueis som tillhör arrondissementet Florac. År 2022 hade Hures-la-Parade 232 invånare.

## Befolkningsutveckling
Antalet invånare i kommunen Hures-la-Parade
| Referens: INSEE |